# 唐沢鉱泉
唐沢鉱泉（からさわこうせん）は、長野県茅野市にある鉱泉。標高1870m、八ヶ岳中信高原国定公園内に位置する。日本秘湯を守る会会員。

## 概要
八ヶ岳山麓にあり、敷地内の源泉から毎分約600リットルの豊富な湯が自然湧出している。泉温は約10度のため、源泉より直接引泉し加温している。国内では珍しい湯質で、泉色が年に一度（6月頃）乳白色に変わることがあるとされる。
男女それぞれに泉温別の浴槽2、打たせ湯、サウナがある。
天狗岳への登山者に向けた山小屋の機能も持つ。
冬季（1月中旬 - 4月上旬）は休業する。

## 泉質
- 二酸化炭素冷鉱泉

## 歴史
約400年前、武田信玄が兵士の療養に開湯したという歴史がある。

## アクセス
鉄道：JR中央本線茅野駅より送迎バス約40分